# Katarina Jagellonica
Katarina Jagellonica (litauiska: Kotryna Jogailaitė; polska: Katarzyna Jagiellonka), född 1 november 1526 i Kraków, död 16 september 1583 på slottet Tre Kronor i Stockholm, var drottning av Sverige genom sitt äktenskap med kung Johan III av Sverige. Hon beskrivs som politiskt aktiv och anses, i egenskap av katolik, ha utövat inflytande över Johans värderingar och politik, särskilt i religionsfrågor.

## Tidigt liv
Katarina var yngsta barnet av fem till kung Sigismund I av Polen (av den Jagellonska ätten) och Bona Sforza av Milano. Hon lärde sig förutom polska att tala latin och italienska. Efter faderns död 1548 lämnade hon Kraków och bosatte sig med sin mor och sina systrar i Masovien (Czaplinski). Hennes bror, Sigismund II August, hade inte ett nära förhållande till sina systrar, och efter att hennes mor hade återvänt till Italien 1558 levde Katarina och hennes syster Anna under ganska ovissa och knappa förhållanden.
Bland de äktenskapskandidater som föreslogs fanns hertig Albrekt av Preussen och ärkehertig Ferdinand av Österrike. Ett annat äktenskap föreslogs med tsar Ivan den förskräcklige, men förhandlingarna uppfattades vara avslutade 1560. En äktenskapsallians mellan Polen och Sverige hade föreslagits redan 1526, då Gustav Vasa friade till Katarinas halvsyster Hedvig. 1555 föreslogs ett äktenskap mellan Katarina och Erik, därefter med Johan. Efter Erik XIV:s trontillträde inledde Johan egna förhandlingar 1561. Mot Erik XIV:s förbud, reste hans bror Johan, hertig av Finland och sedermera Johan III av Sverige, till Polen sommaren 1562 för att bedriva förhandlingar på plats. 
Vigseln mellan Katarina och Johan ägde rum enligt katolsk vigselritual i Vilnius i Litauen 4 oktober 1562. I äktenskapskontraktet försäkrades Katarina fri religionsutövning. I hennes följe ingick både polsk och italiensk personal, två huskaplaner, en "klerk", en apotekare och några "dvärgar". Hon medförde en praktfull utstyrsel, men hennes övriga hemgift och arv efter hennes mor skulle aldrig utbetalas. Paret avreste efter bröllopet till Johans hertigdöme Finland, där de bosatte sig på Åbo slott. Katarina förde med sig en stor hemgift: i hennes bagage ingick silverföremål till en vikt av 240 kilo sammanlagt, bland dem de första gafflar som användes i Finland (gafflar började användas i Europa just vid denna tid), och en garderob på 113 plagg i svart, röd, gul och violbrun taft, siden, atlas och sammet, av vilka bara mössorna hade ett värde av 6.650 daler (4,6 miljoner kronor i 2018 års penningvärde).  Utöver föremålen medförde hon ett stort följe av både polska, italienska och tyska personer: där ingick kocken Stanislaw Leszczynski, bagaren Marcinek, hovmästaren Jan Manowski, den italienska vinmästaren Cola, fjorton kvinnor och fyra "hovdvärgar" varav två manliga, Maciek och Siemionek, och två kvinnliga, Baska och  Dorothea.

## Hertiginna

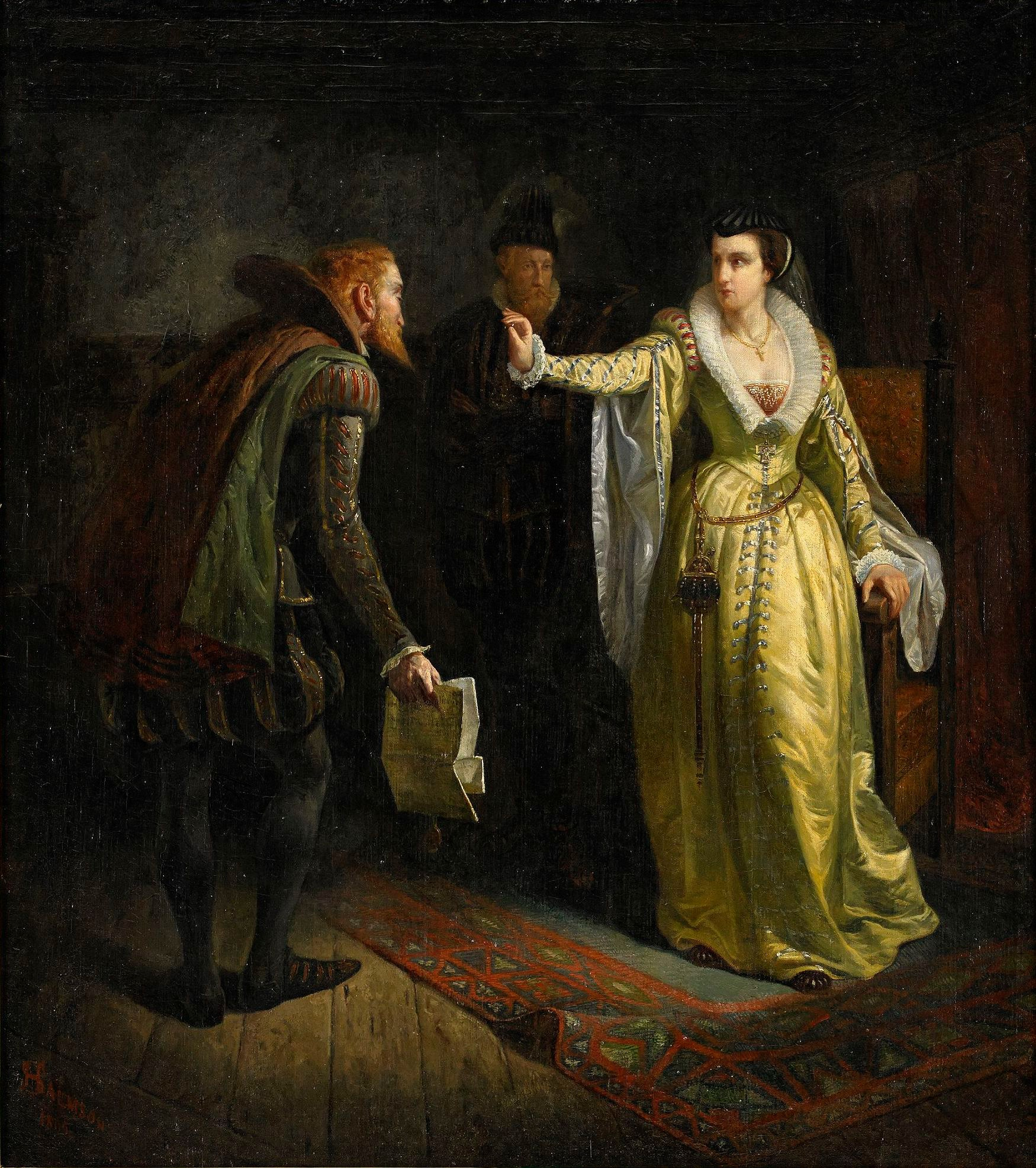
Katarina Jagellonica uppvisar sin vigselring för Jöran Persson.Inskriptionen i vigselringen lyder: Nemo nisi mors – ingen utom döden (skall skilja oss åt). Oljemålning av Hugo Salmson 1835.

Paret höll hov som hertig och hertiginna av Finland över jul och nyår 1562–1563. Johans anknytning till Polen ledde till en oförsonlig missämja mellan honom och Erik, som misstänkte Johan för att konspirera med Polen-Litauen. Under våren 1563 utbröt konflikt mellan Johan och Erik XIV. I augusti 1563 togs Johan till fånga efter att ha belägrats på Åbo slott i ett par veckor. Katarina följde av egen fri vilja med Johan till fångenskapen i Sverige på Gripsholm, enligt traditionen med hänvisning till inskriptionen i vigselringen – Nemo nisi mors – ingen utom döden (skall skilja oss åt). Hon behöll ett antal polska hovdamer och andra personer ur sin personal, bland andra hovdvärgen Dorothea Ostrelska, men bad Erik om att de övriga av hennes hov skulle få återvända till Polen. 
Förhållandet mellan Katarina och Johan ska ha djupnat och utvecklats under den fyra år långa fångenskapen tillsammans 1563–1567. Katarina ska då ha påverkat Johan i katolsk riktning. Hennes närvaro gjorde Johans fångenskap bättre, eftersom Erik var tvungen att ta hänsyn till henne då hennes tillvaro observerades internationellt. Katarina var under fångenskapen inte satt under lika hård bevakning som Johan. Hon tilläts promenera i slottets omgivningar och ska även ha hämtat vatten från en källa, efter henne kallad drottningkällan, under perioder när hon var rädd för att Johan skulle förgiftas, och Erik biföll normalt allt hon bad om ifråga om bekvämligheter, med undantag av allt som hade med katolicismen att göra, där han tvärtom nekade henne det mesta inklusive besök av en katolsk präst.
Erik kunde också använda henne som potentiell gisslan mot Polen under det pågående dansk-polska kriget mot Sverige. Erik XIV slöt ett förbund med Ryssland, som innebar att han gick med på att utlämna Katarina till hennes före detta friare, Ivan den förskräcklige. Tsaren hade möjligen planer på att använda henne som gisslan i sina förhandlingar med Polen. Erik drog sig dock för att uppfylla villkoret med hänsyn till den europeiska opinionen. Katarina sände i alla fall två brev till Erik med begäran om frigivande år 1565. 
Johan och Katarina försonades med Erik XIV vid Väntholmen intill Svartsjö slott i oktober 1567, varefter de frigavs.  Katarina skrev vid denna tid till sin syster Sofia: "Herren Gud har berövat kungen av Sverige hans förstånd, vilket har hjälpt oss att bli befriade", men hon skrev också att Erik inte var helt från vettet utan "snarare besatt av desperation och samvetskval på grund av sina gärningar som inte ger honom någon ro."
Våren 1568 väntade ryska sändebud i Stockholm på Katarinas utlämnande till Ryssland.  Strax därefter började Johans och Karls uppror mot Erik. Oppositionen mot Erik antas ha sett Johans äktenskap med en medlem av ett kungahus som en fördel, eftersom Erik nyss hade gjort skandal genom att gifta sig med Karin Månsdotter. Katarina bodde i Vadstena under upproret, och besökte då flera gånger Vadstena kloster, som hon gav donationer. Hon ska ha spelat en viss roll i upproret, och hade bland annat ansvaret för det kapital man samlade ihop för att finansiera det. Hon var vän med Ebba Månsdotter (Lilliehöök), som tillsammans med sin make bidrog till att övertala hertigarna att göra uppror mot Erik, och hon mottog också en direkt uppmaning från Pontus De la Gardie, som uppmanade henne att övertala den obeslutsamma Johan att höja upprorsfanan i protest mot kungens giftermål. Hon ska då ha svarat: "Pontus! Jag har väl åhört era råd och skälen ni för fram, och de är alla mycket riktiga och träffande men svåra att sätta i verket. Min kära vän, visa oss vänligheten och äran att låta detta stanna mellan oss, så talar jag med min herre och make."
Efter Stockholms fall och Eriks avsättning gjorde Katarina sitt intåg i huvudstaden 7 november 1568. Hon färdades då från Vadstena till Helgeandsholmen ledsagad av båtar med vimplar och fördes sedan i en procession i en "ryssebår" (hästbår) till en högtidlig aftonsång i Storkyrkan.

## Drottning

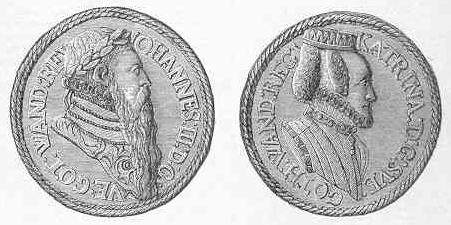
Minnespenning över kung Johan III och drottning Katarina Jagellonica.

Katarina gjorde ett högtidligt intåg i Stockholm och kröntes vid Johans sida våren 1569. 
Det finns inte mycket information om Katarinas personlighet, men hon har heller inte fått någon större negativ personlig kritik.  I Polen beskrevs hon som tålmodig, from och "humanitas et modestia" och berömdes för sin tålamod under fångenskapen. 
Som Sveriges drottning mottog hon ofta ansökningar från supplikanter som bad henne om understöd eller tjänster, eller som bad henne påverka kungen för deras räkning, något som under denna tiden betraktades som normalt inom rollen för en drottning.  
I hertig Karls rimkrönika beskrevs hon: "Hon var en furstinna dygdefull och from, ändock hennes lära var kommen av Rom".   
År 1582 tog hon emot Karin Månsdotter på Stockholms slott och såg till att hennes konfiskerade smycken återlämnades till henne.  
Relationen mellan henne och Johan var fortsatt god under resten av hennes liv, och några utomäktenskapliga kärlekspartner är inte kända.  Katarina anses ha haft inflytande på Johan inom många områden, så som hans religiösa inställning, utrikespolitiska orientering och konsthistoriska renässansinriktning: kontakterna mellan Sverige och de katolska rikena och kurian avbröts efter hennes död.  
Johan III förklarade att Katarina skulle bli Sveriges regent och tillsammans med riksrådet "förestå och regere Sverigis rike" fram till Sigismunds myndighetsdag, om han själv skulle avlida innan sonen var myndig. 

### Religiös roll
Efter att Katarina blev drottning utsattes hon genast för internationellt intresse, framför allt från kurian i Rom, där hon betraktades som en utsatt katolik i en kättersk omgivning. Hennes tidigare polske rådgivare koadjutorn Martin Kromer uppmanade henne 1569 att försöka omvända Johan till katolicismen. Hon svarade att hon var villig, men att det inte var genomförbart eftersom varken Johan eller allmänheten skulle acceptera det. Kardinal Commendone uppmanade samtidigt hennes syster Anna att stödja Katarina i hennes katolicism, och Anna assisterades i detta av den polske kardinalen Hosius. Anna Jagellonica meddelade dock kurian att Katarina hade mottagit kalken i nattvarden, "sub utraque", något som efter tridentinska mötet blivit helt förbjudet för lekmän och sedan dess ansågs skilja katoliker från kättare. Efter detta tog påven Pius V avstånd. 
Hon bad om att få två lämpliga rådgivare, och mottog 1572 polacken Johan Herbst, en anhängare av jesuiterna, som huskaplan och biktfar. På slottet Tre Kronor inreddes ett katolskt kapell för Katarina. Från 1572 hade Katarina direktkontakt med kardinal Hosius, som lovade stödja henne i hennes arbete för motreformationen och förmedla kontakt med påven. Hennes son Sigismund ansågs efter broderns död 1572 ha arvsrätt till Polen, särskilt som han hade uppfostrats katolskt, något som också gav henne en storpolitisk roll. Dessa planer komplicerades dock av det faktum att Polen från 1569 inte längre var ett arvrike utan ett valrike och någon arvsrätt inte längre fanns. 
Hösten 1572 ansökte Katarina om absolution för att hon mottagit "sub utraque", bad om tillstånd att fortsätta med det och om lättnader i fastan. Dispensen i nattvardsfrågan handlade om undersökningar om vilka liturgiska eftergifter påven kunde godkänna för Sverige och upprepades i flera år i den politiska brevväxlingen mellan Katarina, Anna, Hosius och påven, och hon påpekade att utan denna eftergift kunde Johan och svenskarna inte godkänna någon motreformation. 
Inom Polen-Litauen fanns det en för sin tid unik religiös tolerans. Som första stat tillät Polen-Litauen protestantismen i en del av riket – den polska vasallen Preussen. Där tilläts lutherdomen från 1525 som en jämställd trosuppfattning med de redan existerande katolska, rysk-ortodoxa, judiska och muslimska trosuppfattningarna. Detta i en tid som slets sönder av religionskrig. Hennes make Johan III försökte dessutom att jämka den katolska och lutherska tron med bland annat en gemensam Bibel. 
Hennes agent i dessa frågor var Paolo Ferrari. Hon vägrade att ta emot nattvarden alls då påven vägrade ge efter. 1574 fick hon absolution. Hon erhöll också lättnaderna i fastan. Katarina hade sina egna ambassadörer i Rom, sändebuden Petrus Rosinus och Ture Bielke: dessa var Johans sändebud i övriga Italien men enbart hennes i Rom. De skulle också undersöka hennes rätt till hennes mors egendom i Neapel. Kurian hyste stora förhoppningar om en motreformation i Sverige tack vare henne. 1574 mottog hon den polske jesuiten Stanislaus Warszewicki på uppdrag av påven och underhandlingar med Filip II. 
Katarina intresserade sig för Vadstena kloster, som beskrivs som hennes skötebarn. Hon och Johan besökte ofta klostret, bekostade ombyggnader och reparationer så som Sancta Birgittas kammare, och inrättade en jesuitskola i en av klosterbyggnaderna.

### Det italienska arvet

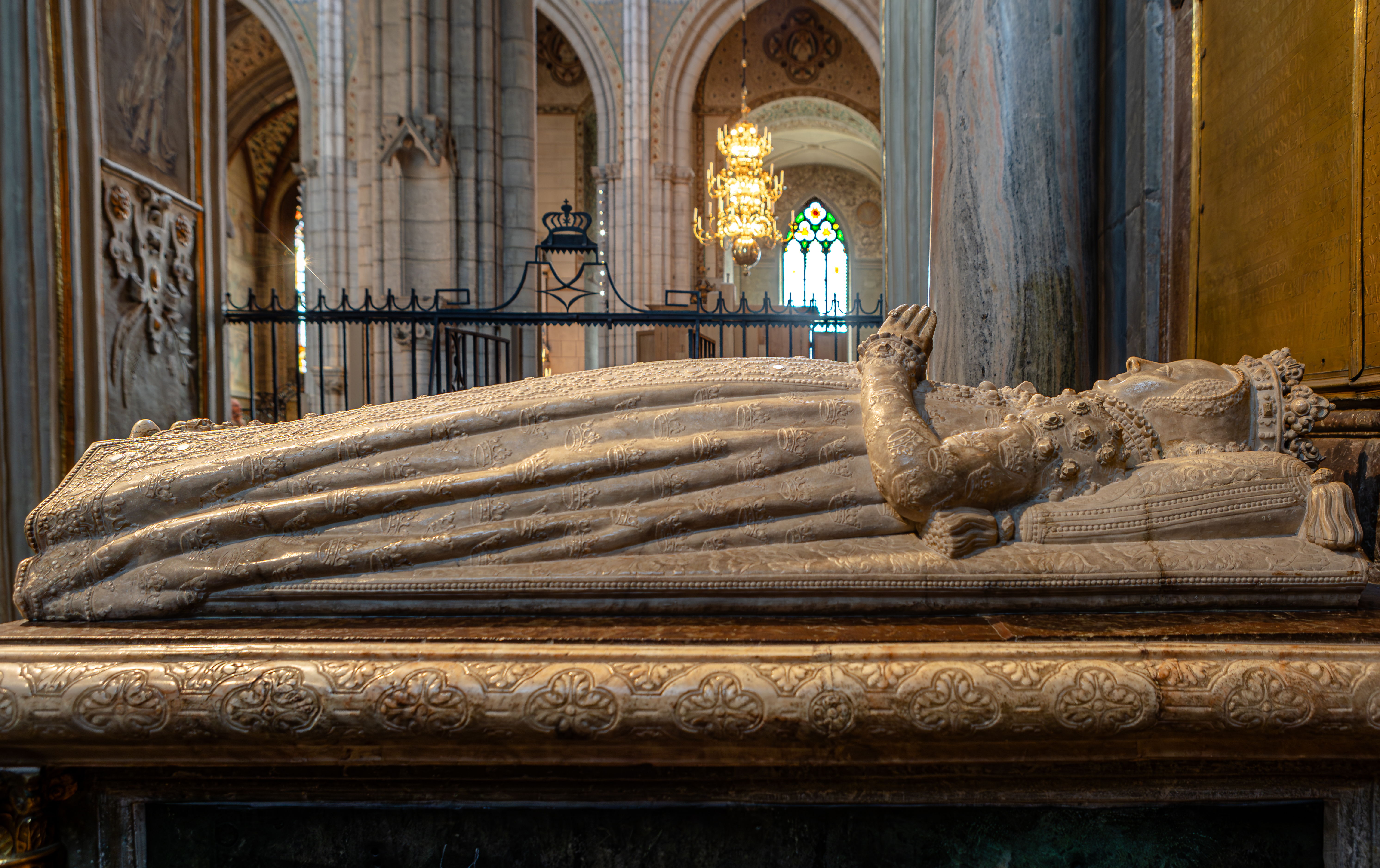
Drottning Katarina Jagellonicas gravvård i Uppsala domkyrka

Kungaparet bedrev också förhandlingar om att få tillgång till hennes arv efter sin mor i Italien, Sforzaarvet, med Pontus De la Gardie som sändebud, och fick stöd av kurian, men eftersom detta arv låg inom domäner som tillhörde Filip II av Spaniens italienska domäner kunde de ändå inte uträtta något. Kurian sände diplomaten och jesuiten Antonio Possevino till Sverige, där han vistades 1578–1579 och 1579–1580, med uppdrag att omvända Johan, ge dem tillgång till Sforzaarvets utbetalande och till medla mellan Sverige och Polen, men han misslyckades med alla uppdrag. Han bekräftade dock äktenskapet mellan Katarina och Johan, som i katolska ögon var tveksamt eftersom ett äktenskap mellan en katolik och en kättare krävde påvlig dispens. Under Stefan Báthorys regering bedrev Polen en politik utan hänsyn till svenska intressen, något som gav henne en svår mellanställning. Hon mottog 1582 det polska sändebudet Alamanni och förklarade att hon inte kunde påverka Johan till fred mellan Sverige och Polen. Vid en följande audiens mottog hon honom i närvaro av sina barn och klagade över att Polen sällan hade brytt sig om hennes intressen.

## Död

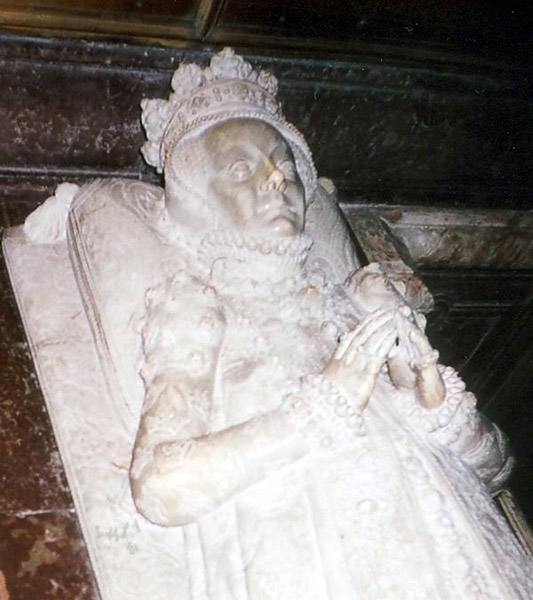
Katarina som hon är avbildad på gravmonumentet.

På våren 1583 insjuknade Katarina svårt i gikt, och efter ett långvarigt lidande avled hon i september 1583. Hennes stoft jordfästes i Uppsala domkyrka i februari 1584. Ett minne efter Katarina till denna dag är namnet Drottningholm, efter det sommarresidens hon lät uppföra där.
"Henne sörjde icke allenast konungen, den hon i sorg och glädje, häktelse och härlighet, igenom ödmjuksam blidhet, barn och blomma hade i tjugu år varit till hugnad, utan ock hela riket, synnerligen de fattige och nödträngde, emot dem hon alltid varit en mäkta mild och barmhertig drottning", skriver krönikeskrivaren Aegidius Girs, som i början av 1600-talet skildrade Johan III:s historia.

## Barn
1. Elisabet (1564–1566), kallad Isabella
2. Sigismund (1566–1632)
3. Anna (1568–1625)

## Anfäder
|                               |  |  |  |  |  |  |  |                       |  |  |  |  |  |  |  |                                |  |  |  |  |  |  |  | Vladislav II av Polen           |
|                               |  |  |  |  |  |  |  |                       |  |  |  |  |  |  |  |                                |  |  |  |  |  |  |  |                                 |
|                               |  |  |  |  |  |  |  |                       |  |  |  |  |  |  |  | Kasimir IV av Polen            |  |  |  |  |  |  |  |                                 |
|                               |  |  |  |  |  |  |  |                       |  |  |  |  |  |  |  |                                |  |  |  |  |  |  |  |                                 |
|                               |  |  |  |  |  |  |  |                       |  |  |  |  |  |  |  |                                |  |  |  |  |  |  |  | Sofia av Halshany               |
|                               |  |  |  |  |  |  |  |                       |  |  |  |  |  |  |  |                                |  |  |  |  |  |  |  |                                 |
|                               |  |  |  |  |  |  |  | Sigismund I av Polen  |  |  |  |  |  |  |  |                                |  |  |  |  |  |  |  |                                 |
|                               |  |  |  |  |  |  |  |                       |  |  |  |  |  |  |  |                                |  |  |  |  |  |  |  |                                 |
|                               |  |  |  |  |  |  |  |                       |  |  |  |  |  |  |  |                                |  |  |  |  |  |  |  | Albrekt II av Habsburg          |
|                               |  |  |  |  |  |  |  |                       |  |  |  |  |  |  |  |                                |  |  |  |  |  |  |  |                                 |
|                               |  |  |  |  |  |  |  |                       |  |  |  |  |  |  |  | Elisabet av Österrike          |  |  |  |  |  |  |  |                                 |
|                               |  |  |  |  |  |  |  |                       |  |  |  |  |  |  |  |                                |  |  |  |  |  |  |  |                                 |
|                               |  |  |  |  |  |  |  |                       |  |  |  |  |  |  |  |                                |  |  |  |  |  |  |  | Elisabeth av Böhmen             |
|                               |  |  |  |  |  |  |  |                       |  |  |  |  |  |  |  |                                |  |  |  |  |  |  |  |                                 |
| Katarina Jagellonica av Polen |  |  |  |  |  |  |  |                       |  |  |  |  |  |  |  |                                |  |  |  |  |  |  |  |                                 |
|                               |  |  |  |  |  |  |  |                       |  |  |  |  |  |  |  |                                |  |  |  |  |  |  |  | Galeazzo Maria Sforza av Milano |
|                               |  |  |  |  |  |  |  |                       |  |  |  |  |  |  |  |                                |  |  |  |  |  |  |  |                                 |
|                               |  |  |  |  |  |  |  |                       |  |  |  |  |  |  |  | Gian Galeazzo Sforza av Milano |  |  |  |  |  |  |  |                                 |
|                               |  |  |  |  |  |  |  |                       |  |  |  |  |  |  |  |                                |  |  |  |  |  |  |  |                                 |
|                               |  |  |  |  |  |  |  |                       |  |  |  |  |  |  |  |                                |  |  |  |  |  |  |  | Bona av Savojen                 |
|                               |  |  |  |  |  |  |  |                       |  |  |  |  |  |  |  |                                |  |  |  |  |  |  |  |                                 |
|                               |  |  |  |  |  |  |  | Bona Sforza av Milano |  |  |  |  |  |  |  |                                |  |  |  |  |  |  |  |                                 |
|                               |  |  |  |  |  |  |  |                       |  |  |  |  |  |  |  |                                |  |  |  |  |  |  |  |                                 |
|                               |  |  |  |  |  |  |  |                       |  |  |  |  |  |  |  |                                |  |  |  |  |  |  |  | Alfons II av Neapel             |
|                               |  |  |  |  |  |  |  |                       |  |  |  |  |  |  |  |                                |  |  |  |  |  |  |  |                                 |
|                               |  |  |  |  |  |  |  |                       |  |  |  |  |  |  |  | Isabella av Aragonien          |  |  |  |  |  |  |  |                                 |
|                               |  |  |  |  |  |  |  |                       |  |  |  |  |  |  |  |                                |  |  |  |  |  |  |  |                                 |
|                               |  |  |  |  |  |  |  |                       |  |  |  |  |  |  |  |                                |  |  |  |  |  |  |  | Ippolita Maria Sforza av Milano |
|                               |  |  |  |  |  |  |  |                       |  |  |  |  |  |  |  |                                |  |  |  |  |  |  |  |                                 |